# الأبرق (محافظة شرورة)
الأبرق هو مركزٌ سعوديٌ تابعٌ لمحافظة شرورة التابعة لمنطقة نجران، في المملكة العربية السعودية. المركز من الفئة (ب)، ورمزه 2425 حسب دليل الترميز الموحد للمناطق الإدارية بالمملكة العربية السعودية.